# Pankota

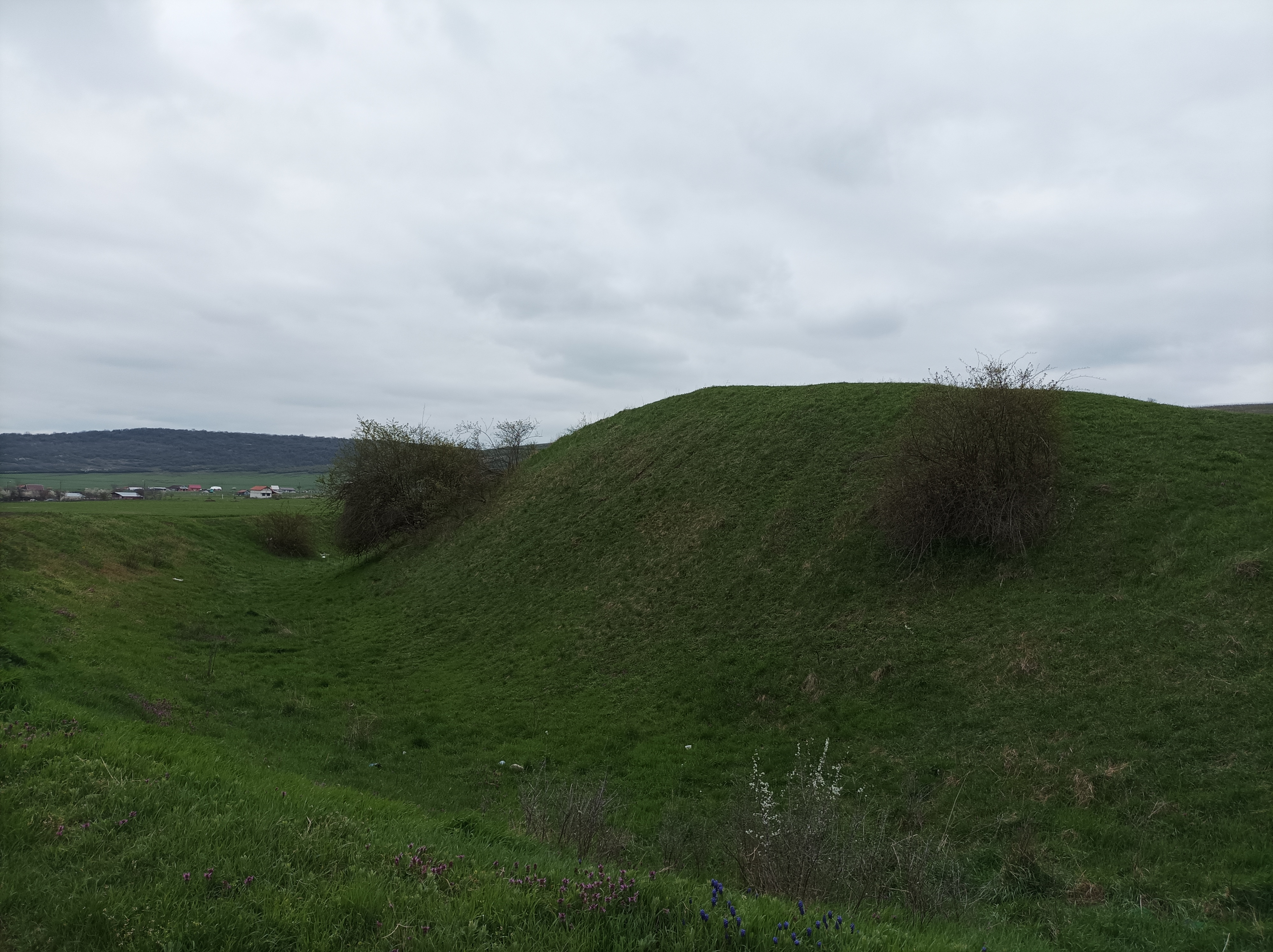
Az egykori vár és monostor romjainak helye

Pankota (románul Pâncota) város Romániában, Arad megyében.

## Fekvése
Borosjenőtől 15 km-re délnyugatra fekszik.

## Nevének eredete
Neve egy szláv eredetű *Pokata személynévből származik.

## Története
Neve először III. Béla 1177-ben kiadott oklevelében szerepel, apátsága 1215-ben tűnik fel. 1217-ben a Váradi regestrum szerint a falu népe fölött a pankotai apát és András kegyúr bíráskodtak.
A települést 1241-ben a tatárok elpusztították, de újraépült. 1252-ben apátságának birtoka volt Pest vármegyében, Úriban (ezután az apátságot nem említik többet). Bencés monostora a Kopasz-hegy lábánál az 1260-as években épülhetett, mellette emelkedett a háromhajós kéttornyú apátsági templom. Vára az Igmánd nembeli Lőrinc fia Pankotai Miklósé volt, először 1318-ban említik, amikor királyi vár lett. 1375-től 170 évig a Losonciaké.
A település királyi, majd földesúri mezőváros volt, kereskedelmi, borászati és kézműves központ, fénykorát a 14–15. században élte.
Ifjai közül sokan tanultak külföldi híres egyetemeken. 1565-ben a török a várat elfoglalta és lerombolta. 1595-ben Báthory Zsigmond visszavette, de 1596-ban ismét török kézre került.  A 17. század elején foglalta vissza a fejedelem, de vára ekkor már romos állapotban volt. 1605-ben a várost még összeírták, vélhetően magyar nyelvű lakossággal. 1668 körül a törökök vették vissza. Gyógyforrására fürdőt építettek, de mielőtt végleg elhagyni kényszerültek volna, a nagyváradi pasa a forrást higannyal tömítette el.
A település 1732-ben a modenai herceg birtoka lett. 1768-ban ismét vásártartási jogot kapott. 1776-ban a román lakosságú település nyugati peremén 178 cseh- és morvaországi, svábföldi, rajna-vidéki és elzászi német telepes megalapította Újpankotát a település nyugati peremén. 1787-ben római katolikus plébániája létesült. 1817-ben újabb 78 német telepes érkezett a mai Baden-Württembergből és Rajna–Pfalzból az Újpankotából nyugatra létesült Luxemburg falurészbe. A település későbbi német nyelvjárása déli frank–alemann jellegű volt. Csanád és Csongrád vármegyéből magyarok költöztek be.
A 18. században újraindult a szőlőművelés, sőt 1801-ben szőlőt telepítettek az ún. Szodomlápra. 1806-ban két húszezer akó bor befogadására alkalmas pincét építettek.
1822-ben a kincstártól br. Dietrich József vette meg uradalmát, melyhez ekkor Szőllős, Csigerél, Magyarád, Muszka, Ágris és Aranyág tartozott. Tőle örökölte 1855-ben hg. Sulkowski József Mária.
Heti- és országos vásárai a 19. század elejére a legjelentősebbek közé emelkedtek a megyében. 1813-ban gyógyszertárat alapítottak benne. Kézművesközpontnak is számított: 1828-ban 65, 1882-ben már 285 iparosmester dolgozott itt. 1877-ben elérte a vasút, 1884-ben viszont szőlőit (magyarádi mustos, bakator és aprófehér fajták) tönkretette a filoxéra.
Zsinagógája 1860-ban már létezett, a mai Tudor Vladimirescu utca 90. sz. alatt. 1964-ben, más forrás szerint 1958-ban rombolták le.
A Sulkowski-uradalom 1895-ben tizenkét falu határára terjedt ki, fő jövedelemforrásai a gabonatermesztés mellett a sertés- (szőke mangalica), a lótenyésztés és a gyümölcstermesztés voltak. A birtokszerkezet felaprózódott volt, a módosabb gazdák tanyákat hoztak létre. Nyáron az Erdélyi-szigethegységből mócok jártak ide aratni.
1909 és 1914 között cigánytelepén kísérleti jelleggel egytanítós, ún. cigányiskola működött.
Michael Mahler 1912-ben bútorgyárat alapított, amely száz munkást foglalkoztatott és napi négyszáz széket állított elő. Az 1920-as években a gyár továbbfejlődött.
Zaránd vármegyéhez, 1744-től Arad vármegyéhez tartozott.
1944. szeptember 14–20-án a szovjet és román csapatok heves csatában határában fordították meg a magyar–német előrenyomulást.
1968-ban nyilvánították várossá.

## Népessége
- 1842-ben 1421 ortodox, 1264 római katolikus, 200 református, 23 evangélikus és 12 zsidó vallású lakója volt.[6]
- 1900-ban 5299 lakosából 2205 volt magyar (41,61%), 1871 román (35,30%) és 1022 német (19,28%) anyanyelvű; 2555 római katolikus, 2091 ortodox, 367 református, 129 zsidó és 116 evangélikus vallású volt. A lakosság 47%-a tudott írni-olvasni, a nem magyar anyanyelvűek 36%-a beszélt magyarul.
- 2002-ben 5804 lakosából 4407 volt román (75,93%), 598 magyar (10,30%), 542 cigány (9,33%) és 215 német (3,70%) nemzetiségű; 3453 ortodox, 1118 pünkösdista, 724 római katolikus, 208 baptista és 136 református vallású.

## Látnivalók
- Határától kb. 500 méterre, a város feletti Hegyes-Drócsa domb északi részén csekély vármaradványok láthatók. A szántóföldön láthatóak bencés apátságának romjai. A monostor és a vár maradványait a török kiűzése után betelepültek házaik, illetve 1807 körül az új templom építéséhez elhordták.
- A Dietrich–Sulkowski-kastély az 1830-as években épült, rokokóba hajló barokk stílusban. Könyvtártermében koncertezett Liszt Ferenc. 1980-ban fölújították.
- A 18. századi postaállomás és vendégfogadó (Str. Tudor Vladimirescu 69) 1890-ig még postahivatalként működött, ma a városháza épülete.
- Római katolikus temploma 1807-ben épült. Az 1990-es években kívül-belül felújították.

## Híres emberek
- Itt született 1842. december 8-án Csiky Gergely színműíró, szülőházát az 1906-ban elhelyezett emléktábla jelöli (a főutca 57. számú háza).
- Itt született 1843-ban Mikó Béla bányamérnök.
- Itt született 1869-ben Wolff Károly festőművész.
- Itt született 1883. február 22-én Aradi Viktor publicista.
- Itt született 1891. március 31-én Asbóth Oszkár, magyar repülőmérnök, helikopterkonstruktőr.
- Itt született 1921-ben Geck Péter, tudós, az immuntus feltalálója.
- Itt született 1927. április 27-én Nagyhalmágyi József zenekritikus.
- Itt született 1940. június 23-án Pallos Gyöngyi operaénekes.
- Itt született 1943. szeptember 22-én Szilágyi Aladár helytörténész, publicista, szerkesztő.
- Itt született 1947. május 2-án Móré-Heitel Zsuzsa művészettörténész.

## Gazdasága
- Legjelentősebb üzeme a Pancotas hajlítottbútorgyár, melynek elődjét 1912-ben alapították. A 2000-es évek elején kb. ezer főt foglalkoztatott.

## Oktatás
A magyar nyelvű felső tagozat 2000-ben, az összevont alsó tagozat a 2012/13-as tanévben szűnt meg. Ugyanakkor egy magyar nyelvű óvodai csoport is működött, a gyermekek azonban egy kivételével román nemzetiségűek voltak.

## Testvértelepülése
- Nagybánhegyes, Magyarország